# 法赫米达·米尔扎
法赫米达·米尔扎（乌尔都语：‎，1956年12月20日海得拉巴），巴基斯坦医学博士、农业专家、商人、政治家，巴基斯坦人民党成员，现任巴基斯坦国民议会议长（2008年至2013年）。
米尔扎于2008年3月19日当选国民议会议长，成为担任该职务的第一位女性。
| 前任： 乔杜里·阿米尔·侯赛因 | 巴基斯坦国民议会议长 2008年至2013年 | 繼任： 现任 |